# 拉科尔
拉科尔（法語：La Caure，法語發音：[la koʁ]）是法国马恩省的一个市镇，属于埃佩尔奈区。

## 地理
拉科尔（48°54'45"N, 3°47'25"E）面积8.55 平方千米，位于法国大東部大區马恩省，该省份为法国东北部内陆省份，北起阿登省，西北接埃纳省，西南接塞纳-马恩省，南至奥布省，东南接上马恩省，东临默兹省。
与拉科尔接壤的市镇（或旧市镇、城区）包括：蒙莫尔-吕西、尚波贝尔、拉沙佩勒苏索尔拜、孔日、科里贝尔。

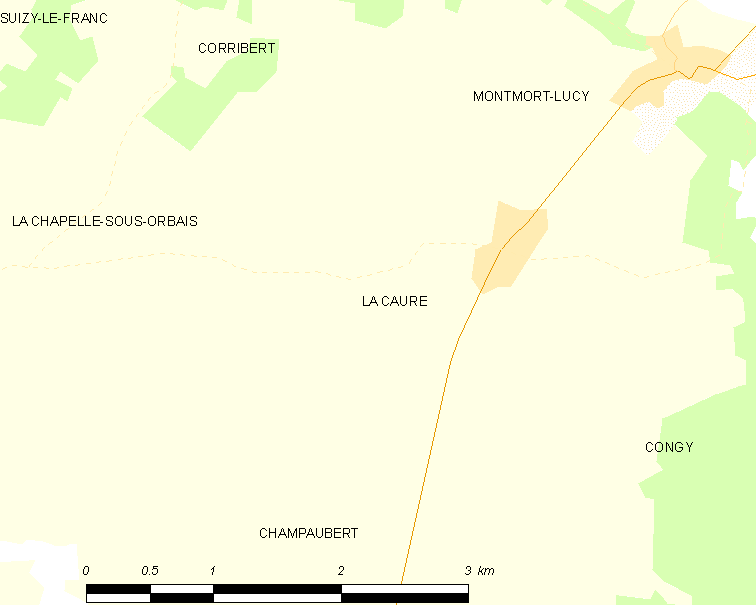
拉科尔的OSM定位图

拉科尔的时区为UTC+01:00、UTC+02:00（夏令时）。

## 行政
拉科尔的邮政编码为51270，INSEE市镇编码为51100。

## 政治
拉科尔所属的省级选区为多尔芒-香槟景县。

## 人口

1962-2008年间拉科尔人口变化图示

拉科尔于2022年1月1日时的人口数量为99人。